# Monsuno
Monsuno (モンスーノ monsūno?), también conocido como Monsuno: World Kaiser y All Kinds of Animals Battle Monsuno (獣旋バトル モンスーノ Jūsen Batoru Monsūno?) en Japón, es una serie de televisión estadounidense-japonesa de acción/aventura. La serie de anime fue estrenada por el canal hermano de Nickelodeon, Nicktoons en Estados Unidos el 23 de febrero de 2012. En Japón, la serie se transmite por TV Tokyo desde el 3 de octubre de 2012) y en Nickelodeon entre verano de 2012 y primavera de 2013. En Latinoamérica se estrenó por Nickelodeon Latinoamérica el 5 de mayo de 2012 y en España por Nickelodeon el 4 de mayo de 2012. La serie fue creada por Jeremy Padawer y Jared Wolfson. Es distribuida por FremantleMedia y producida por Dentsu Entertainment USA, FremantleMedia, Jakks Pacific y The Topps Company.

## Sinopsis
La serie gira en torno a "ADN de Faunas reanimado llamado Monsuno" que encuentra llega hasta las inesperadamente a manos de Chase, Jinja y Bren, unos adolescentes en busca de aventuras.
Acompañados por sus monsunos, Lock, Charger, y Quickforce, buscan al padre de Chase, Jeredy Suno, el creador de los monsuno. Al poco se les unen Beyal, un monje del Himalaya, y su monsuno Glowblade. Beyal habla a menudo de cinco personas que con la ayuda de sus monsunos, podrían cambiar el mundo. El quinto parece ser un joven que se opone al equipo, llamado Dax que con su monsuno Airswitch no se lleva bien con la mayoría de la gente. Finalmente se une a los demás como un miembro más del equipo Core-Tech. También están en el funcionamiento de una agencia llamada "STORM" (Estrategia Operativa Táctica para la Recuperación de los Monsuno). cuyas intenciones no están esclarecidas y el Dr. Klipse, un malévolo científico con sus propios planes siniestros.

## Personajes
Los personajes están acompañados por Monsunos (monstruos gigantes de alta tecnología y/o híbridos blindados de una o más especies de animales), que están contenidos en cápsulas con cámaras de regeneración cilíndricas conocidas como "núcleos".

### Core-Tech
- Chase: Uno de los principales protagonistas.
  - Lock: Uno de los monsunos de Chase (Un híbrido de oso polar, gorila y de tigre).
  - Evo: Uno de los monsunos de Chase (un híbrido de Cóndor y Cisne).
  - Nightstone: Uno de los monsunos de Chase (un híbrido de Lobo).
  - Baryon: Uno de los monsunos de Chase (un híbrido de Mandril y rata con capacidades de sanguijuela).
  - Deepsix: Uno de los monsunos de Chase en la segunda temporada (Híbrido de lobo y tiburón)
  - Batteram:
- Bren: Uno de los principales protagonistas.
  - Quickforce: Uno de los monsunos de Bren (un híbrido de cuervo y Antílope). Este muere en la segunda temporada luchando contra la Forja de Resistencia, y en su lugar Jeredy Suno le regala a Neo-Quickforce que es bastante parecido.
  - Neo-Quickforce: es el monsuno principal de Bren en la segunda temporada.
  - Longfang: Uno de los monsunos de Bren (un híbrido de Tigre dientes de sable con un mineral diamante).
  - Shellshot: Uno de los monsunos de Bren.

- Jinja: Una de las principales protagonistas. (Renombrada Vicky en la versión Japonesa)
  - Charger: Uno de los monsunos de Jinja (un híbrido de armadillo, Bisonte y alce).
  - Whipper: Uno de los monsunos de Jinja (un híbrido de Chlamydosaurus kingii).
  - Skyfall: Uno de los monsunos de Jinja.

- Beyal: Personaje principal. Es un monje procedente de las montañas de Mandala. (Renombrado Noah en la versión Japonesa) Está enamorado de Jinja, esta le besa en la segunda temporada una vez en la mejilla y una segunda vez cuando La Mano del Destino hechiza a Beyal y a Chase y ella debe besarlo para despertarle del hechizo.
  - Glowblade: Uno de los monsunos de Beyal (un híbrido de Serpiente que recuerda a una Hidra).
  - Aracnnablade: Uno de los monsunos de Beyal (un híbrido de Araña y Escorpión. (Renombrado Axeblade en la versión Japonesa)
  - Mistyblade: Monsuno de Beyal que aparece en la segunda temporada.

- Dax: Personaje principal. (Renombrado Ash en la versión Japonesa) Al igual que Beyal está enamorado de Jinja aunque no lo quiere admitir, no se han besado. Sus padres murieron durante un ataque de Eklipse cuando era muy pequeño. Era huérfano y se crio en la calle. Colaboró a espaldas de Chase y el resto del equipo con Jeredy el padre de Chase colocando unos dispositivos que servirían para hacer desaparecer la esencia de monsuno de la Tierra y evitar así que esta siga avanzando hasta su núcleo y la haga explotar. Al final se lo cuenta a sus amigos. Sus monsunos son:
  - Airswitch: Uno de los monsunos de Dax (un híbrido de Halcón, Buitre y Lagarto).
  - Boost: Uno de los monsunos de Dax (un híbrido de Lobo y Gato Silvestre). (Renombrado Boostsaber en la versión Japonesa)en una ocasión se enfadan pero cuando Dax estuvo en peligro Boost le salvó y se perdonaron.
  - Bioblaze: Uno de los monsunos de Dax (un híbrido de Libélula y Escorpión).
  - Giarando: Uno de los monsunos de Dax aparecido oficialmente en la segunda temporada. (Es un híbrido de Toro y Ankylosaurus).

- Dr. Jeredy: Es el padre de Chase.En la primera temporada no tiene mucho protagonismo pero en la segunda temporada se convierte en un personaje principal.Colabora con Dax colocando unos dispositivos que evitarían que la esencia de monsuno penetrara hasta el centro de la Tierra y la destruya. Cuando Dax les cuenta a sus amigos lo que sucede estos encuentran a Jeredy y este le cuenta a Chase lo de la esencia de monsuno (la esencia de monsuno está avanzando hasta el núcleo de la Tierra y si llega al centro de éste la Tierra explotará y en un meteorito que surgirá cuando la Tierra explote la esencia de monsuno irá a parar a otro planeta (así fue como llegó a la Tierra) y le confiesa que le había mentido durante todos estos años y que su madre Sofía, no murió si no que fue secuestrada y no consiguió encontrarla.

### S.T.O.R.M.
- Charlemagne: Teniente-coronel de la agencia S.T.O.R.M.
  - Driftblade: Uno de los monsunos de Charlemagne (un

híbrido blindado de león).
Blackbullet el monsuno que tenía Jon Ace (un monsuno con ADN de halcón y material acero)
- Comandante Trey: Segundo comandante general de S.T.O.R.M.
  - Heavypanzer: Uno de los monsunos de Trey (un híbrido de Dynastes hercules).

- Jon:

Viejo amigo del doctor Suno
- - Sonibird: Uno de los monsunos de John (un híbrido de Falco y Cuervo). Goldhorn: Uno de los monsunos de Jon (un híbrido de Jabalí y Conejo).

### Eklipse
- Dr. Klipse: Uno de los principales antagonistas.
  - Backslash: Uno de los monsunos de Emmanuel (un híbrido de Lobo y un Oso Grizzly que recuerda a un Hombre Lobo).

- Hargrave: Es el fiel mayordomo de Emmanuel.
  - Shadowhornet: Uno de los monsunos de Hargrave (un híbrido de Murciélago y escorpión).

- Medea: Una de las espías de Klipse enviado a espiar a Chase Suno.
  - Wingviper: Uno de los monsunos de Medea (un híbrido de Libélula y cobra).
  - Doxiclaw: Uno de los monsunos de Medea (un híbrido de Mantis y Escarabajo).
  - Dragonwolf: Uno de los monsunos de Medea (un híbrido de Lobo y Dragón)

## Episodios
La temporada 3 de la serie, únicamente estrenó vía web por medio del sitio Hulu.
| Temporada | Temporada | Episodios | Estados Unidos        | Estados Unidos          | Latinoamérica      | Latinoamérica         | Japón                | Japón                    | España                   | España                   |
| Temporada | Temporada | Episodios | Comienzo              | Final                   | Comienzo           | Final                 | Comienzo             | Final                    | Comienzo                 | Final                    |
| --------- | --------- | --------- | --------------------- | ----------------------- | ------------------ | --------------------- | -------------------- | ------------------------ | ------------------------ | ------------------------ |
|           | 1         | 26        | 23 de febrero de 2012 | 21 de noviembre de 2012 | 5 de mayo de 2012  | 27 de octubre de 2012 | 3 de octubre de 2012 | 27 de marzo de 2013      | 4 de mayo de 2012        | 22 de septiembre de 2012 |
|           | 2         | 26        | 21 de abril de 2013   | 25 de mayo de 2014      | 6 de junio de 2013 | 6 de octubre de 2013  | 3 de abril de 2013   | 25 de septiembre de 2013 | 16 de septiembre de 2013 | 21 de octubre de 2013    |
|           | 3         | 13        | 1 de julio de 2014    | 1 de julio de 2014      | —                  | —                     | —                    | —                        | —                        | —                        |

## Doblaje
| Personaje  | Actor original    | Actor de doblaje para Hispanoamérica | Actor de doblaje para Japón |
| ---------- | ----------------- | ------------------------------------ | --------------------------- |
| Chase      | Cam Clarke        | Bernardo Mayorga                     | KENN                        |
| Jeredy     | Cam Clarke        | Sebastián Saldarriaga                | Keiji Fujiwara              |
| Jinja      | Karen Strassman   | Dora Luz Moreno                      | Asami Tano                  |
| Bren       | Christopher Smith | Andrés Marulanda                     | Chihiro Suzuki              |
| Beyal      | Kirk Thornton     | Andrés Palacio                       | Sachi Kokuryū               |
| Dax        | Keith Silverstein | ??                                   | Hiroshi Shimosaki           |
| Carlomagno | Karen Strassman   | ??                                   | Aki Kanada                  |
| Jon        | Christopher Smith | Jorge Rengifo                        | Daisuke Matsuoka            |
| Dr. Klipse | Cam Clarke        | ??                                   | Masami Iwasaki              |
| Medea      | Karen Strassman   | Nathalia Gutiérrez                   | ???                         |

## Otros Medios

### Línea de Juguetes
Jakks Pacific posee los derechos mundiales exclusivos para la fabricación de productos Monsuno de juguetes. Jakks Pacific es la distribución directa en los Estados Unidos y Canadá. Bandai será el socio de distribución en Japón, Giochi Preziosi distribuirá en Europa.

### Juego de cartas
Un juego de cartas, que fue adaptado por la serie de anime, fue lanzado el 5 de marzo de 2012.